# Romina Achatz
Romina Sylvia Achatz (geb. in Villach) ist eine österreichische Regisseurin und Hörfunkproduzentin.

## Leben und Werk
Achatz studierte Filmwissenschaft und Film in Wien (Filmschule von Friedl Kubelka), Rom und Prag. Sie promovierte in Kulturwissenschaft zum Thema „Der Atem des Unpersönlichen. Ent-Subjektivierung und das Denken des Außen im Tanz von Ko Murobushi“. Die Arbeit widmete sich Techniken und Strategien der Ent-Subjektivierung bzw. der Grenzerfahrung im künstlerischen Werk des japanischen Choreografen Ko Murobushi. Eine Publikation zu Ko Murobushi erfolgte im Taylor & Francis Verlag.
Romina Achatz lernte Tanz bei Choreographen wie Ko Murobushi, Yoshito Ohno, Minako Seki und Yuko Kaseki. Sie hält Vorträge u. a. an Universitäten und Archiven in Tokio, Mexiko, Lissabon und Österreich über Ko Murobushi, Tanz, die Japanische Avantgarde, Performances, Philosophie, Hip-Hop und Aktivismus.
Seit 2017 produziert sie die Radiosendung und den Podcast Fem*Poem (griechisch ποίημα poiēma, deutsch ‚Erschaffung‘; griechisch ποίησ poiēo, deutsch ‚ich mache‘). Die Sendung erfolgt in Dialogform und handelt über Literatur, Aktivismus, Körperpolitik, Queerness und Feminismus. Zu Gast in der Sendung sind Schriftstellerinnen wie Friederike Mayröcker, Marion Steinfellner, Barbi Marković, Ann Cotten, Katharina Kummer.

## Filmographie (Auswahl)
- TRANSIT Transit – Nijinski à minuit, Auswahl: Harlem International Filmfestival, New York City; K3 Filmfestival; IMARP - Mostra Internacional de dança - Imagens em Movimento, 2021/2022[2]
- THE PAST NIGHTS, UNDER_the_RADAR 11, Festival and Conference for Artistic Film, Animation and Experimental Sequential Media
- BARE LIFE, Internationales Filmfestival für Menschenrechte Select Respect (Preisträger), Thessaloniki, 2019
- MU(s), Uraufführung: Viennale (Vienna International Film Festival Wien), 2011
- DANZETRICE, Uraufführung: Wiener Festwochen, 2012